# Niviventer andersoni
Espèce
Statut de conservation UICN

 LC  : Préoccupation mineure
Niviventer andersoni est une espèce de rongeur de la famille des Muridés.

## Répartition et habitat
Cette espèce est endémique de Chine où elle est présente dans les régions du Yunnan, du Sichuan et du Shaanxi. Elle est présente entre 2 000 et 3 000 m d'altitude. Elle vit dans les forêts de haute montagne.